# Miljan Zekić
Miljan Zekić (serbisch-kyrillisch Миљан Зекић; * 12. Juli 1988 in Belgrad) ist ein serbischer Tennisspieler.

## Karriere
Miljan Zekić spielt hauptsächlich auf der unterklassigen ITF Future Tour und ATP Challenger Tour. Er konnte bislang 15 Einzel- sowie 19 Doppeltitel auf der Future Tour gewinnen. Sein bisher einziger Titelgewinn auf der Challenger Tour gelang ihm 2016 in Todi. Als Qualifikant spielte er sich bis ins Finale vor und traf dort auf den italienischen Lokalmatador Stefano Napolitano, den er in drei Sätzen besiegen konnte.
Sein Debüt auf der ATP World Tour gab Zekić bereits 2011. Bei seinem Heimatturnier in Belgrad erhielt er eine Wildcard für das Doppel. Zusammen mit seinem Partner David Savić traf er in der ersten Runde gleich auf das topgesetzte Duo Marcel Granollers und Nenad Zimonjić. Er verlor dieses Duell klar in zwei Sätzen. Zu seiner Premiere im Einzel kam er 2017 im kroatischen Umag. Nach erfolgreich überstandener Qualifikation traf er in seinem Auftaktmatch auf Radu Albot, gegen den er in zwei Sätzen verlor. In Kitzbühel schaffte Zekić erneut die Qualifikation für das Hauptfeld. In der ersten Runde konnte er gegen Andrei Kusnezow beide Sätze im Tie-Break gewinnen. In der zweiten Runde verlor er gegen den an Nummer 2 gesetzten Fabio Fognini. Nach seinem Triumph in Todi erreichte er mit dem 188. Rang seine beste Platzierung in der Weltrangliste.
2018 debütierte er für die serbische Davis-Cup-Mannschaft.

## Erfolge
| Legende (Anzahl der Siege)  |
| Grand Slam                  |
| ATP World Tour Finals       |
| ATP World Tour Masters 1000 |
| ATP World Tour 500          |
| ATP World Tour 250          |
| ATP Challenger Tour (1)     |

### Einzel

#### Turniersiege
| Nr. | Datum         | Turnier | Belag | Finalgegner        | Ergebnis       |
| --- | ------------- | ------- | ----- | ------------------ | -------------- |
| 1.  | 10. Juli 2016 | Todi    | Sand  | Stefano Napolitano | 6:76, 6:4, 6:3 |